# Ганнибал (фильм, 1959)
«Ганнибал» (итал. Annibale) — итальянский художественный фильм 1959 года о полководце Ганнибале.

## Сюжет
Ганнибал (Виктор Мэтьюр, Victor Mature) во главе карфагенского войска перешёл Альпы, заключил договор с горцами и беспрепятственно движется к Риму. Один из местных жителей в обмен на свою свободу сообщает полководцу ценные сведения: поблизости находится вилла, на которой живут сын и племянница влиятельного римского сенатора. Солдаты Ганнибала совершают набег на виллу и доставляют пленников в лагерь Ганнибала. Мудрый вождь проводит для них экскурсию по лагерю, дабы показать мощь своей армии и развеять представления о карфагенянах, как о грязных варварах — Ганнибал силён, жесток к врагам, но щедр и благороден с друзьями, а главное — он ищет мира. Сильвия (Рита Гэм) очарована мужественным варваром и, вернувшись в Рим, рассказывает обо всём увиденном своему дяде, сенатору Фабию Максиму (Габриэле Ферцетти). Её рассказ не произвёл особого впечатления на сенаторов — Ганнибалу нельзя верить, все в Риме знают, что в детстве он на могиле отца поклялся разрушить Вечный город.
Сильвия меж тем решает самостоятельно продолжить переговоры с Ганнибалом и возвращается в его лагерь, но, не в силах больше скрывать своих чувств, признаётся ему в любви и остаётся у врагов Рима. Род Фабиуса Максима опозорен, предательство Сильвии будет стоить жизни ей самой, её двоюродному брату, многим воинам Рима. Но жертвой этой обречённой любви падёт и непобедимый Ганнибал.
Создатели картины не ставили себе целью создать эпическое полотно о военных подвигах карфагенского полководца в Италии. Поэтому батальные сцены в фильме выглядят не особо впечатляюще, особенно касается это наиболее значительной битвы при Каннах 216 года до н. э. Тем не менее, довольно достоверно показан труднейший переход через снежные Альпы со слонами.

## В ролях
- Виктор Мэтьюр — Ганнибал
- Габриэле Ферцетти — Квинт Фабий Максим
- Рита Гэм — Сильвия
- Милли Витале — Данила
- Рик Батталья — Гасдрубал
- Франко Сильва — Магарбал
- Теренс Хилл — Квинтилий
- Мирко Эллис — Магон
- Андреа Аурели — Гай Теренций Варрон
- Андреа Фантазия — Эмилий Павел
- Бад Спенсер — Рутарио